# Rudolf Gelbard
Pour les articles homonymes, voir Gelbard.
Rudolf Gelbard (né le 4 décembre 1930 à Vienne (Autriche) et mort le 24 octobre 2018 dans la même ville) est un homme politique autrichien et un survivant de l'holocauste autrichien.

## Biographie
Enfant, Rudolf Gelbard a été déporté au camp de concentration de Theresienstadt (Terezín, aujourd'hui en République tchèque) en 1942 avec ses parents. Depuis 1945 il s'impliquait comme combattant social-démocrate pour l'élucidation des crimes nazis. Gelbard est l'adjoint culturel de la Communauté juive de Vienne (allemand: Israelitische Kultusgemeinde Wien).

## Distinctions
Pour ses mérites et ses conférences, la République autrichienne l'a honoré du titre de « professeur » (allemand : Professor), ainsi que de prix comme la Médaille (de) Joseph Samuel Bloch, la médaille d'or du mérite du Land de Vienne et la médaille d'or de l'ordre du mérite de la République d'Autriche.
Depuis 2008, le Club républicain – nouvelle Autriche (allemand : Republikanischer Club – Neues Österreich) remet le prix Rudolf-Gelbard pour l'élucidation contre le fascisme et l'antisémitisme, dont le premier lauréat était Rudolf Gelbard lui-même.

### Documentaire
- (de) Der Mann auf dem Balkon. Rudolf Gelbard. KZ-Überlebender - Zeitzeuge - Homo Politicus, documentaire de Kurt Brazda (2008 ; ORF/3sat).